# Norman Boyd Kinnear
Sir Norman Boyd Kinnear est un zoologiste écossais, né le 11 août 1882 et mort le 11 août 1957.

## Biographie
Il est le fils d’un architecte d’Édimbourg. Il travaille comme bénévole au Musée royal d'Écosse de 1905 à 1907. Sur recommandation de William Eagle Clarke (1853-1938), il devient conservateur du muséum de la Bombay Natural History Society, fonction qu’il occupe de novembre 1907 à 1919 et est éditeur assistant du journal de la Société. En 1920, il devient assistant au département de zoologie au Natural History Museum de Londres, puis conservateur en zoologie en 1945 et enfin directeur du muséum en août 1947. Il prend sa retraite le 30 avril 1950 et est anobli en juin de la même année.
Kinnear préside la British Ornithologists' Union de 1943 à 1948. Il sert aussi dans les conseils d’administration du National Trust et de la Zoological Society of London. Il est l’un des fondateurs de la Society for History of Natural History. Il s’intéresse à la mammalogie et à l’ornithologie.

## Orientations bibliographiques
- P. B.-S. (1958). Obituary. Norman Boyd Kinnear, The Ibis, 100 (1) : 121-124.
- Sidney Dillon Ripley (1958). Obituary [Sir Norman (Boyd) Kinnear], The Auk, 75 (1) : 119.  (ISSN 0004-8038)

## Source
- Traduction de l'article de langue anglaise de Wikipédia (version du 13 octobre 2006).